# Tolo Calafat
Bartolomé Calafat Marcus, más conocido por Tolo Calafat (Palma de Mallorca, 1970 - Annapurna, Nepal, 29 de abril de 2010) fue un alpinista español que falleció el 29 de abril de 2010 en el Annapurna durante el descenso de la expedición liderada por Juanito Oiarzabal. 
Tolo Calafat, en un estado de agotamiento extremo no pudo seguir con el camino hacia el campo base cuatro, donde sí llegaron Juanito Oiarzabal y Carlos Pauner, quedándose solo, a la intemperie, a unos 7.500 metros de altitud, a la espera del sherpa, de nombre Dawa, el cual portaba un saco, corticoides, agua y algo de comida, que no pudo dar con él por la llegada de la noche. 
Los intentos de rescate fueron en vano, pese a que ofrecieron por intentar el rescate 6000€ a cada uno de los cuatro sherpas y a la coreana Oh Eun-Sun (que también se encontraban en el campo base cuatro), negándose éstos por la dificultad y riesgo que hubiese conllevado. 
La mañana del 29 de abril se iba a intentar un rescate en helicóptero, pero finalmente no se hizo, puesto que confirmaron su fallecimiento horas antes, de madrugada. Previamente dicho helicóptero, el único en el mundo entonces capaz de volar a semejante altitud, no había podido llegar a la zona por problemas en el tiempo.
La causa del repentino agotamiento de Tolo, y a la postre su desgraciado fallecimiento, no fue, como en un principio se había especulado, por un edema cerebral, sino por una hipopotasemia (muy bajos niveles de potasio), que es el responsable de la contracción muscular, como consecuencia del agotamiento y la deshidratación.
Tolo Calafat trabajaba como técnico en telecomunicaciones y además de alpinista, también era corredor de maratones de montaña y de resistencia. Antes de culminar el ascenso al Annapurna alcanzó otros dos ochomiles en el Himalaya desde 2006 (Cho Oyu y Everest) y en su palmarés deportivo se suman, además, el Aconcagua, la cordillera Blanca o algunos de los picos más importantes de los Alpes. 
Sobre la experiencia del ascenso al Himalaya se publicaron un libro y un video Cròniques de Khumbu.